# Kieler Sportvereinigung Holstein von 1900 2020-2021
Questa voce raccoglie le informazioni riguardanti il Kieler Sportvereinigung Holstein von 1900 nelle competizioni ufficiali della stagione 2020-2021.

## Stagione
Nella stagione 2020-2021 l'Holstein Kiel, allenato da Ole Werner, concluse il campionato di 2. Bundesliga al 3º posto e perse i play-off con il Colonia. In Coppa di Germania l'Holstein Kiel fu eliminato in semifinale dal Borussia Dortmund.

## Rosa
| N. |                          | Ruolo | Calciatore             |
| -- | ------------------------ | ----- | ---------------------- |
| 1  | Grecia (bandiera)        | P     | Iōannīs Gkelios        |
| 2  | Danimarca (bandiera)     | D     | Mikkel Kirkeskov       |
| 3  | Germania (bandiera)      | D     | Marco Komenda          |
| 5  | Germania (bandiera)      | D     | Stefan Thesker         |
| 6  | Germania (bandiera)      | A     | Ahmet Arslan           |
| 7  | Corea del Sud (bandiera) | C     | Lee Jae-sung           |
| 8  | Germania (bandiera)      | C     | Alexander Mühling      |
| 11 | Germania (bandiera)      | A     | Fabian Reese           |
| 15 | Germania (bandiera)      | D     | Johannes van den Bergh |
| 19 | Germania (bandiera)      | D     | Simon Lorenz           |
| 20 | Germania (bandiera)      | D     | Jannik Dehm            |
| 21 | Germania (bandiera)      | P     | Thomas Dähne           |
| 22 | Serbia (bandiera)        | C     | Aleksandar Ignjovski   |

| N. |                     | Ruolo | Calciatore       |
| -- | ------------------- | ----- | ---------------- |
| 23 | Germania (bandiera) | A     | Janni-Luca Serra |
| 24 | Germania (bandiera) | D     | Hauke Wahl       |
| 25 | Germania (bandiera) | D     | Phil Neumann     |
| 26 | Germania (bandiera) | C     | Jonas Meffert    |
| 27 | Germania (bandiera) | C     | Finn Porath      |
| 28 | Germania (bandiera) | A     | Noah Awuku       |
| 29 | Germania (bandiera) | A     | Joshua Mees      |
| 31 | Germania (bandiera) | A     | Fin Bartels      |
| 32 | Germania (bandiera) | C     | Jonas Sterner    |
| 33 | Germania (bandiera) | A     | Benjamin Girth   |
| 35 | Germania (bandiera) | P     | Dominik Reimann  |
| 36 | Germania (bandiera) | C     | Niklas Hauptmann |
| 38 | Germania (bandiera) | D     | Dominique Ndure  |

## Organigramma societario
Area tecnica
- Allenatore: Ole Werner
- Allenatore in seconda: Fabian Boll, Dirk Bremser, Patrick Kohlmann
- Preparatore dei portieri: Patrik Borger
- Preparatori atletici: André Filipovic, Timm Sörensen

## Calciomercato

### Sessione estiva
| Acquisti | Acquisti         | Acquisti      | Acquisti |
| R.       | Nome             | da            | Modalità |
| -------- | ---------------- | ------------- | -------- |
| A        | Joshua Mees      | Union Berlino |          |
| A        | Fin Bartels      | Werder Brema  |          |
| A        | Noah Awuku       | Chemnitz      |          |
| A        | Daniel Hanslik   | Hansa Rostock |          |
| D        | Marco Komenda    | Meppen        |          |
| A        | Ahmet Arslan     | Lubecca       |          |
| P        | Thomas Dähne     | Wisła Płock   |          |
| A        | Benjamin Girth   | Osnabrück     |          |
| C        | Niklas Hauptmann | Colonia       |          |
| D        | Simon Lorenz     | Bochum        |          |

| Cessioni | Cessioni          | Cessioni             | Cessioni |
| R.       | Nome              | a                    | Modalità |
| -------- | ----------------- | -------------------- | -------- |
| A        | Daniel Hanslik    | Kaiserslautern       |          |
| C        | Michael Eberwein  | Hallescher           |          |
| D        | Tobias Fleckstein | Duisburg             |          |
| C        | Philipp Sander    | Verl                 |          |
| D        | Dominik Schmidt   | Duisburg             |          |
| P        | Timon Weiner      | Magdeburgo           |          |
| A        | Emmanuel Iyoha    | Fortuna Düsseldorf   |          |
| C        | Salim Khelifi     | Zurigo               |          |
| C        | Salih Özcan       | Colonia              |          |
| D        | Young-Jae Seo     | Daejeon Hana Citizen |          |

### Sessione invernale
| Acquisti | Acquisti         | Acquisti      | Acquisti |
| R.       | Nome             | da            | Modalità |
| -------- | ---------------- | ------------- | -------- |
| D        | Mikkel Kirkeskov | Piast Gliwice |          |

| Cessioni | Cessioni        | Cessioni         | Cessioni |
| R.       | Nome            | a                | Modalità |
| -------- | --------------- | ---------------- | -------- |
| C        | David Atanga    | Admira Wacker M. |          |
| A        | Makana Baku     | Warta Poznań     |          |
| C        | Lion Lauberbach | Hansa Rostock    |          |

## Risultati

### 2. Bundesliga

#### Girone di andata
| Arbitro: | Dankert |

|             |           |  |
| Mühling 59’ | Marcatori |  |

| Braunschweig 26 settembre 2020, ore 13:00 CEST 2ª giornata | Eintracht Braunschweig | 0 – 0 referto | Holstein Kiel | Eintracht-Stadion (3 512 spett.)\| Arbitro: \| Thomsen \| |
| Arbitro:                                                   | Thomsen                |               |               |                                                           |

| Arbitro: | Ittrich |

|                                        |           |                    |
| Hartherz 15’ (aut.) Mühling 86’ (rig.) | Marcatori | 59’ (aut.) Meffert |

| Arbitro: | Jöllenbeck |

|  |           |                            |
|  | Marcatori | 22’ Serra 75’ (aut.) Dietz |

| Arbitro: | Gerach |

|             |           |                                  |
| Mühling 65’ | Marcatori | 7’ Seguin 28’ Hrgota 58’ Nielsen |

| Arbitro: | Badstübner |

|           |           |          |
| Krüger 2’ | Marcatori | 9’ Serra |

| Arbitro: | Storks |

|          |           |           |
| Mees 90’ | Marcatori | 43’ Heyer |

| Arbitro: | Aarnink |

|                                          |           |                            |
| Föhrenbach 45’ (aut.) Mühling 68’ (rig.) | Marcatori | 87’ (rig.), 90’ Kühlwetter |

| Arbitro: | Schmidt |

|  |           |                                                |
|  | Marcatori | 56’ (rig.) Mühling 57’ (aut.) Kaiser 60’ Serra |

| Arbitro: | Schröder |

|                                        |           |            |
| Mühling 31’ (rig.) Bartels 64’ Lee 65’ | Marcatori | 33’ Zoller |

| Arbitro: | Kampka |

|                       |           |                          |
| Vrenezi 17’ Beste 90’ | Marcatori | 32’, 37’ Lee 66’ Bartels |

| Arbitro: | Siewer |

|             |           |  |
| Bartels 80’ | Marcatori |  |

| Arbitro: | Jöllenbeck |

|  |           |                           |
|  | Marcatori | 70’ Dehm 81’ (rig.) Serra |

| Arbitro: | Osmers |

|            |           |                      |
| Arslan 90’ | Marcatori | 27’ Schmidt 42’ Kerk |

| Arbitro: | Willenborg |

|              |           |          |
| Marmoush 52’ | Marcatori | 62’ Mees |

| Arbitro: | Koslowski |

|                |           |                                 |
| Serra 60’, 77’ | Marcatori | 6’ Heise 45’ Thiede 85’ Bormuth |

| Arbitro: | Aarnink |

|  |           |                           |
|  | Marcatori | 40’ Reese 55’ (aut.) Höhn |

#### Girone di ritorno
| Arbitro: | Ittrich |

|            |           |             |
| Führich 2’ | Marcatori | 15’ Komenda |

| Arbitro: | Stieler |

|                                |           |           |
| Reese 4’ Bartels 28’ Serra 31’ | Marcatori | 63’ Balla |

| Arbitro: | Storks |

|  |           |                            |
|  | Marcatori | 36’ (rig.) Mühling 47’ Lee |

| Arbitro: | Siewer |

|                    |           |  |
| Mühling 60’ (rig.) | Marcatori |  |

| Arbitro: | Gräfe |

|                                |           |         |
| Nielsen 27’ Mühling 83’ (aut.) | Marcatori | 4’ Mees |

| Arbitro: | Thomsen |

|                    |           |  |
| Mühling 81’ (rig.) | Marcatori |  |

| Arbitro: | Reichel |

|             |           |        |
| Terodde 23’ | Marcatori | 8’ Lee |

| Arbitro: | Bacher |

|                 |           |  |
| Kleindienst 17’ | Marcatori |  |

| Arbitro: | Gräfe |

|             |           |  |
| Bartels 44’ | Marcatori |  |

| Arbitro: | Petersen |

|                |           |                    |
| Zoller 5’, 60’ | Marcatori | 81’ (rig.) Mühling |

| Arbitro: | Koslowski |

|                                    |           |                               |
| Bartels 20’ Lorenz 79’ Mühling 83’ | Marcatori | 16’ (rig.) Albers 75’ Vrenezi |

| Arbitro: | Storks |

|               |           |           |
| Borkowski 31’ | Marcatori | 67’ Serra |

| Arbitro: | Stieler |

|                       |           |  |
| Bartels 22’ Serra 69’ | Marcatori |  |

| Arbitro: | Cortus |

|          |           |                                        |
| Kerk 53’ | Marcatori | 7’ Serra 23’ (aut.) Ajdini 45’ Bartels |

| Arbitro: | Willenborg |

|                                       |           |  |
| Arslan 22’ Bartels 24’, 49’ Serra 67’ | Marcatori |  |

| Arbitro: | Hartmann |

|                             |           |                              |
| Batmaz 52’ Hofmann 61’, 76’ | Marcatori | 41’ Serra 84’ (rig.) Mühling |

| Arbitro: | Ittrich |

|                       |           |                          |
| Serra 18’ Bartels 87’ | Marcatori | 51’, 58’ Dursun 75’ Höhn |

### Coppa di Germania
| Arbitro: | Günsch |

|               |           |                                                                  |
| Niedermann 3’ | Marcatori | 15’ Wahl 19’ Serra 22’, 24’ Lee 29’ Bartels 63’ Porath 86’ Reese |

| Arbitro: | Schröder |

|                                         |                      |                                             |
| Bartels 37’ Wahl 90’                    | Marcatori            | 14’ Gnabry 48’ Sané                         |
| Wahl Arslan Serra Lee Hauptmann Bartels | Tiri di rigore 6 – 5 | Lewandowski Kimmich Müller Alaba Costa Roca |

| Arbitro: | Storks |

|                                                                 |                      |                                                        |
| Serra 58’                                                       | Marcatori            | 86’ Dursun                                             |
| Wahl Arslan Serra Porath Lee Bartels Hauptmann Kirkeskov Lorenz | Tiri di rigore 7 – 6 | Mehlem Dursun Holland Mai Paik Höhn Honsak Rapp Skarke |

| Arbitro: | Schmidt |

|  |           |                                       |
|  | Marcatori | 26’ (rig.) Mühling 28’ Serra 89’ Mees |

| Arbitro: | Dingert |

|                                                   |           |  |
| Reyna 16’, 23’ Reus 26’ Hazard 32’ Bellingham 41’ | Marcatori |  |

### Spareggio promozione-retrocessione
| Arbitro: | Zwayer |

|  |           |            |
|  | Marcatori | 59’ Lorenz |

| Arbitro: | Aytekin |

|        |           |                                                    |
| Lee 4’ | Marcatori | 3’ Hector 6’, 13’ Andersson 39’ Czichos 84’ Skhiri |

## Statistiche

### Statistiche di squadra
| Competizione                       | Punti | In casa | In casa | In casa | In casa | In casa | In casa | In trasferta | In trasferta | In trasferta | In trasferta | In trasferta | In trasferta | Totale | Totale | Totale | Totale | Totale | Totale | DR  |
| Competizione                       | Punti | G       | V       | N       | P       | Gf      | Gs      | G            | V            | N            | P            | Gf           | Gs           | G      | V      | N      | P      | Gf     | Gs     | DR  |
| ---------------------------------- | ----- | ------- | ------- | ------- | ------- | ------- | ------- | ------------ | ------------ | ------------ | ------------ | ------------ | ------------ | ------ | ------ | ------ | ------ | ------ | ------ | --- |
| 2. Bundesliga                      | 62    | 17      | 11      | 2       | 4       | 31      | 19      | 17           | 7            | 6            | 4            | 26           | 16           | 34     | 18     | 8      | 8      | 57     | 35     | +22 |
| Spareggio promozione-retrocessione | -     | 1       | 0       | 0       | 1       | 1       | 5       | 1            | 1            | 0            | 0            | 1            | 0            | 2      | 1      | 0      | 1      | 2      | 5      | -3  |
| Coppa di Germania                  | -     | 2       | 0       | 2       | 0       | 3       | 3       | 3            | 2            | 0            | 1            | 10           | 6            | 5      | 2      | 2      | 1      | 13     | 9      | +4  |
| Totale                             | 62    | 20      | 11      | 4       | 5       | 35      | 27      | 21           | 10           | 6            | 5            | 37           | 22           | 41     | 21     | 10     | 10     | 72     | 49     | +23 |

### Andamento in campionato
| Giornata  | 1 | 2 | 3 | 4 | 5 | 6 | 7 | 8 | 9 | 10 | 11 | 12 | 13 | 14 | 15 | 16 | 17 | 18 | 19 | 20 | 21 | 22 | 23 | 24 | 25 | 26 | 27 | 28 | 29 | 30 | 31 | 32 | 33 | 34 |
| --------- | - | - | - | - | - | - | - | - | - | -- | -- | -- | -- | -- | -- | -- | -- | -- | -- | -- | -- | -- | -- | -- | -- | -- | -- | -- | -- | -- | -- | -- | -- | -- |
| Luogo     | C | T | C | T | C | T | C | C | T | C  | T  | C  | T  | C  | T  | C  | T  | T  | C  | T  | C  | T  | C  | T  | T  | C  | T  | C  | T  | C  | T  | C  | T  | C  |
| Risultato | V | N | V | V | P | N | N | N | V | V  | V  | V  | V  | P  | N  | P  | V  | N  | V  | V  | V  | P  | V  | N  | P  | V  | P  | V  | N  | V  | V  | V  | P  | P  |
| Posizione | 6 | 7 | 2 | 2 | 2 | 3 | 4 | 5 | 4 | 1  | 1  | 1  | 1  | 2  | 3  | 4  | 3  | 3  | 3  | 3  | 3  | 4  | 2  | 2  | 4  | 3  | 4  | 3  | 3  | 3  | 2  | 2  | 2  | 3  |

Legenda:

Luogo: C = Casa; T = Trasferta. Risultato: V = Vittoria; N = Pareggio; P = Sconfitta.

### Statistiche dei giocatori
| Giocatore        | 2. Bundesliga | 2. Bundesliga | 2. Bundesliga | 2. Bundesliga | Spareggio | Spareggio | Spareggio   | Spareggio  | Coppa di Germania | Coppa di Germania | Coppa di Germania | Coppa di Germania | Totale   | Totale | Totale      | Totale     |
| Giocatore        | Presenze      | Reti          | Ammonizioni   | Espulsioni    | Presenze  | Reti      | Ammonizioni | Espulsioni | Presenze          | Reti              | Ammonizioni       | Espulsioni        | Presenze | Reti   | Ammonizioni | Espulsioni |
| ---------------- | ------------- | ------------- | ------------- | ------------- | --------- | --------- | ----------- | ---------- | ----------------- | ----------------- | ----------------- | ----------------- | -------- | ------ | ----------- | ---------- |
| A. Arslan        | 15            | 2             | 1             | 0             | 0         | 0         | 0           | 0          | 3                 | 0                 | 0                 | 0                 | 18       | 2      | 1           | 0          |
| D. Atanga        | 0             | 0             | 0             | 0             | 0         | 0         | 0           | 0          | 0                 | 0                 | 0                 | 0                 | 0        | 0      | 0           | 0          |
| N. Awuku         | 0             | 0             | 0             | 0             | 1         | 0         | 0           | 0          | 0                 | 0                 | 0                 | 0                 | 1        | 0      | 0           | 0          |
| F. Bartels       | 31            | 11            | 5             | 0             | 2         | 0         | 1           | 0          | 5                 | 2                 | 0                 | 0                 | 38       | 13     | 6           | 0          |
| J. Dehm          | 31            | 1             | 4             | 0             | 0         | 0         | 0           | 0          | 5                 | 0                 | 1                 | 0                 | 36       | 1      | 5           | 0          |
| T. Dähne         | 10            | 0             | 0             | 0             | 0         | 0         | 0           | 0          | 2                 | 0                 | 0                 | 0                 | 12       | 0      | 0           | 0          |
| I. Gkelios       | 24            | 0             | 0             | 0             | 2         | 0         | 0           | 0          | 3                 | 0                 | 0                 | 0                 | 29       | 0      | 0           | 0          |
| B. Girth         | 17            | 0             | 0             | 0             | 2         | 0         | 0           | 0          | 1                 | 0                 | 0                 | 0                 | 20       | 0      | 0           | 0          |
| N. Hauptmann     | 31            | 0             | 4             | 0             | 1         | 0         | 0           | 0          | 5                 | 0                 | 1                 | 0                 | 37       | 0      | 5           | 0          |
| A. Ignjovski     | 10            | 0             | 3             | 0             | 1         | 0         | 1           | 0          | 1                 | 0                 | 0                 | 0                 | 12       | 0      | 4           | 0          |
| M. Kirkeskov     | 6             | 0             | 0             | 0             | 1         | 0         | 0           | 0          | 2                 | 0                 | 0                 | 0                 | 9        | 0      | 0           | 0          |
| M. Komenda       | 13            | 1             | 3             | 0             | 2         | 0         | 0           | 0          | 4                 | 0                 | 0                 | 0                 | 19       | 1      | 3           | 0          |
| L. Lauberbach    | 3             | 0             | 0             | 0             | 0         | 0         | 0           | 0          | 1                 | 0                 | 0                 | 0                 | 4        | 0      | 0           | 0          |
| J. Lee           | 33            | 5             | 1             | 0             | 2         | 1         | 0           | 0          | 5                 | 2                 | 0                 | 0                 | 40       | 8      | 1           | 0          |
| S. Lorenz        | 17            | 1             | 3             | 0             | 2         | 1         | 0           | 0          | 4                 | 0                 | 1                 | 0                 | 23       | 2      | 4           | 0          |
| J. Mees          | 29            | 3             | 1             | 0             | 2         | 0         | 0           | 0          | 3                 | 1                 | 0                 | 0                 | 34       | 4      | 1           | 0          |
| J. Meffert       | 34            | 0             | 5             | 0             | 1         | 0         | 0           | 0          | 5                 | 0                 | 1                 | 0                 | 40       | 0      | 6           | 0          |
| A. Mühling       | 31            | 12            | 4             | 0             | 1         | 0         | 0           | 0          | 4                 | 1                 | 1                 | 0                 | 36       | 13     | 5           | 0          |
| D. Ndure         | 0             | 0             | 0             | 0             | 0         | 0         | 0           | 0          | 0                 | 0                 | 0                 | 0                 | 0        | 0      | 0           | 0          |
| P. Neumann       | 18            | 0             | 3             | 1             | 2         | 0         | 0           | 0          | 1                 | 0                 | 0                 | 0                 | 21       | 0      | 3           | 1          |
| F. Porath        | 33            | 0             | 3             | 0             | 2         | 0         | 1           | 0          | 5                 | 1                 | 0                 | 0                 | 40       | 1      | 4           | 0          |
| F. Reese         | 32            | 2             | 1             | 1             | 2         | 0         | 0           | 0          | 5                 | 1                 | 0                 | 0                 | 39       | 3      | 1           | 1          |
| D. Reimann       | 0             | 0             | 0             | 0             | 0         | 0         | 0           | 0          | 0                 | 0                 | 0                 | 0                 | 0        | 0      | 0           | 0          |
| J. Serra         | 31            | 13            | 3             | 0             | 1         | 0         | 0           | 0          | 5                 | 3                 | 0                 | 0                 | 37       | 16     | 3           | 0          |
| J. Sterner       | 0             | 0             | 0             | 0             | 0         | 0         | 0           | 0          | 0                 | 0                 | 0                 | 0                 | 0        | 0      | 0           | 0          |
| S. Thesker       | 13            | 0             | 4             | 0             | 0         | 0         | 0           | 0          | 1                 | 0                 | 0                 | 0                 | 14       | 0      | 4           | 0          |
| H. Wahl          | 34            | 0             | 4             | 0             | 2         | 0         | 0           | 0          | 5                 | 2                 | 0                 | 0                 | 41       | 2      | 4           | 0          |
| J. van den Bergh | 25            | 0             | 4             | 1             | 1         | 0         | 1           | 0          | 2                 | 0                 | 0                 | 0                 | 28       | 0      | 5           | 1          |